# Musunuru
Musunuru là một trong 50 mandal thuộc huyện Krishna, bang Andhra Pradesh.